# Gran Premio de Finlandia de Motociclismo de 1980
El Gran Premio de Finlandia de Motociclismo de 1980 fue la séptima prueba de la temporada 1980 del Campeonato Mundial de Motociclismo. El Gran Premio se disputó el 27 de julio de 1980 en el Circuito de Imatra.

## Resultados 500cc
Después de haber obtenido las dos primeras posiciones en la parrilla de salida, los dos compañeros de escudería Graziano Rossi y Marco Lucchinelli se retiraron, dando la victoria al holandés Wil Hartog con su Suzuki, El estadounidense Kenny Roberts con Yamaha y el italiano Franco Uncini (Suzuki), completaron el podio. En la general, Roberts amplía su ventaja sobre Randy Mamola, que acabó cuarto.
Se registró el retorno de Honda con el piloto japonés Takazumi Katayama con la NR 500, que se tuvo que retirar.
| Pos.     | Piloto            | Equipo   | Tiempo    | Pts. |
| -------- | ----------------- | -------- | --------- | ---- |
| 1        | Wil Hartog        | Suzuki   | 50'51"8   | 15   |
| 2        | Kenny Roberts     | Yamaha   | 51'01"3   | 12   |
| 3        | Franco Uncini     | Suzuki   | 51'14"6   | 10   |
| 4        | Randy Mamola      | Suzuki   | 51.25"1   | 8    |
| 5        | Kork Ballington   | Kawasaki | 51'32"1   | 6    |
| 6        | Patrick Pons      | Yamaha   | 51'35"2   | 5    |
| 7        | Carlo Perugini    | Suzuki   | 51'38"5   | 4    |
| 8        | Philippe Coulon   | Suzuki   | 51'57"4   | 3    |
| 9        | Sadao Asami       | Yamaha   | 52'08"5   | 2    |
| 10       | Raymond Roche     | Yamaha   | 52'13"2   | 1    |
| 11       | Franck Gross      | Suzuki   | 52'16"7   |      |
| 12       | Lennart Bäckström | Suzuki   | 52'30"7   |      |
| 13       | Seppo Rossi       | Suzuki   | 52'31"4   |      |
| 14       | Patrick Fernandez | Yamaha   | 52'50"8   |      |
| 15       | Michel Rougerie   | Suzuki   | 53'01"0   |      |
| 16       | Werner Nenning    | Yamaha   | +1 Vuelta |      |
| 17       | Hubert Rigal      | Yamaha   | +1 Vuelta |      |
| 18       | Michel Frutschi   | Yamaha   | +1 Vuelta |      |
| 19       | Max Wiener        | Suzuki   | +1 Vuelta |      |
| Ret      | Marco Lucchinelli | Suzuki   | Ret       |      |
| Ret      | Willem Zoet       | Suzuki   | Ret       |      |
| Ret      | Graziano Rossi    | Suzuki   | Ret       |      |
| Ret      | Adelio Faccioli   | Suzuki   | Ret       |      |
| Ret      | Bernard Fau       | Yamaha   | Ret       |      |
| Ret      | Jack Middelburg   | Yamaha   | Ret       |      |
| Ret      | Peter Sköld       | Suzuki   | Ret       |      |
| Ret      | Peter Sjöström    | Suzuki   | Ret       |      |
| Ret      | Mick Grant        | Suzuki   | Ret       |      |
| Ret      | Boet van Dulmen   | Yamaha   | Ret       |      |
| Ret      | Kimmo Kopra       | Yamaha   | Ret       |      |
| Sources: |                   |          |           |      |

## Resultados 250cc
El sudafricano Kork Ballington volvió a las pistas después de una operación quirúrgica y demostró volver en forma al obtener la victoria y la vuelta más rápida. Lo hizo por delante del alemán Anton Mang que llegó segundo a pesar de haber firmado la pole position.
| Pos. | Piloto                 | Equipo           | Tiempo    | Pts. |
| ---- | ---------------------- | ---------------- | --------- | ---- |
| 1    | Kork Ballington        | Kawasaki         | 49'53"2   | 15   |
| 2    | Anton Mang             | Krauser-Kawasaki | 49'56"4   | 12   |
| 3    | Roland Freymond        | Ad Maiora        | 50'21"2   | 10   |
| 4    | Jean-François Baldé    | Kawasaki         | 50'30"0   | 8    |
| 5    | Patrick Fernandez      | Yamaha           | 50'30"8   | 6    |
| 6    | Jacques Bolle          | Yamaha           | 50'56"2   | 5    |
| 7    | Hans Müller            | Yamaha           | 51'02"4   | 4    |
| 8    | Jean-Louis Guignabodet | Kawasaki         | 51'04"8   | 3    |
| 9    | Thierry Espié          | Yamaha           | 51'23"1   | 2    |
| 10   | Jean-Marc Toffolo      | Yamaha           | 51'26"5   | 1    |
| 11   | Eero Hyvärinen         | Yamaha           | 51'27"4   |      |
| 12   | Paolo Ferretti         | Yamaha           | 51'57"8   |      |
| 13   | Pekka Nurmi            | Yamaha           | +1 Vuelta |      |
| 14   | Roger Sibille          | Yamaha           | +1 Vuelta |      |
| 15   | Reinhold Roth          | Yamaha           | +1 Vuelta |      |
| 16   | Jarmo Liitiä           | Yamaha           | +1 Vuelta |      |
| 17   | Reino Eskelinen        | Yamaha           | +1 Vuelta |      |
| 18   | Seppo Kokkonen         | Yamaha           | +1 Vuelta |      |
| Ret  | Esa Kytölä             | Yamaha           | Ret       |      |
| Ret  | Gianpaolo Marchetti    | MBA              | Ret       |      |
| Ret  | Martti Solja           | Yamaha           | Ret       |      |
| Ret  | Bruno Kneubühler       | Yamaha           | Ret       |      |
| Ret  | Bengt Elgh             | Yamaha           | Ret       |      |
| Ret  | Carlos Lavado          | Yamaha           | Ret       |      |
| Ret  | Didier de Radiguès     | Yamaha           | Ret       |      |
| Ret  | Éric Saul              | Yamaha           | Ret       |      |
| Ret  | Harald Bartol          | Yamaha           | Ret       |      |
| Ret  | August Auinger         | Yamaha           | Ret       |      |
| Ret  | Jacques Cornu          | Yamaha           | Ret       |      |
| Ret  | Sauro Pazzaglia        | Ad Maiora        | Ret       |      |

## Resultados 125cc
Después de un inicio ciertamente incierto, el español Ángel Nieto obtuvo la cuarta victoria de 1980 en el octavo de litro, reduciendo su desventaja en la genera respecto al italiano Pier Paolo Bianchi, que acabó segundo en esta ocasión. El tercer puesto fue para el austríaco Hans Müller.
| Pos. | Piloto              | Moto       | Tiempo     | Pts. |
| ---- | ------------------- | ---------- | ---------- | ---- |
| 1    | Ángel Nieto         | Minarelli  | 50'29"3    | 15   |
| 2    | Pier Paolo Bianchi  | MBA        | 50'35"3    | 12   |
| 3    | Hans Müller         | MBA        | 50'38"6    | 10   |
| 4    | Bruno Kneubühler    | MBA        | 51'20"9    | 8    |
| 5    | Peter Looijesteijn  | MBA        | 51'30"3    | 6    |
| 6    | MIchel Galbit       | MBA        | 51'53"2    | 5    |
| 7    | Stefan Dörflinger   | Morbidelli | 52'14"2    | 4    |
| 8    | Patrick Hérouard    | MBA        | 52'20"3    | 3    |
| 9    | Jan Bäckström       | Morbidelli | 52'38"2    | 2    |
| 10   | Johnny Wickström    | Morbidelli | 52'39"3    | 1    |
| 11   | Per-Edvard Carlsson | MBA        | +1 Vuelta  |      |
| 12   | Martin van Soest    | Morbidelli | +1 Vuelta  |      |
| 13   | Jan Huberts         | Morbidelli | +1 Vuelta  |      |
| 14   | Tore Alexandersson  | Morbidelli | +2 Vueltas |      |
| Ret  | Guy Bertin          | Motobécane | Ret        |      |
| Ret  | Juha Pakkanen       | MBA        | Ret        |      |
| Ret  | Roland Olsson       | Starol     | Ret        |      |
| Ret  | Ivan Palazzese      | MBA        | Ret        |      |
| Ret  | Harald Bartol       | MBA        | Ret        |      |
| Ret  | Loris Reggiani      | Minarelli  | Ret        |      |
| Ret  | Auno Hakala         | Morbidelli | Ret        |      |
| Ret  | August Auinger      | MBA        | Ret        |      |
| Ret  | Yves Dupont         | MBA        | Ret        |      |
| Ret  | Reiner Koster       | MBA        | Ret        |      |
| Ret  | Jean-Claude Selini  | MBA        | Ret        |      |